# Oligosaccharide

Le stachyose, n=4.

Les oligosaccharides (anglicisme), aussi nommés oligoholosides ou oligosides, sont des oligomères formés d'un nombre n d'oses (monosaccharides) par liaison glycosidique alpha ou bêta. Par convention, le nombre n varie de 3 à 10,. Là, ils sont placés entre les oses simples (n=1) et les polysaccharides (polyosides) (n>10). Cependant, cette limite de dix unités n'est pas totalement figée et les polysaccharides de degré de polymérisation de 11 à 25 leur sont souvent assimilés.
Les oligosides comprenant deux oses sont les diholosides (saccharose), trois oses les triholosides (mélézitose) et quatre oses les tétraholosides (stachyose). Les oligosides peuvent être linéaires (stachyose), ramifiés ou bien cycliques (cyclodextrine).
Ils sont caractérisés par une séquence précise et sont ainsi porteurs d'une information.
Ils sont rarement libres, le plus souvent liés de façon covalente à des lipides ou à des protéines (glycolipides ou glycoprotéines). Dans les cellules animales, les oligosaccharides des glycolipides et glycoprotéines membranaires sont situés du côté extracellulaire. Ils constituent des marqueurs de surface (exemple : les antigènes spécifiques des groupes sanguins A, B et O de la membrane des hématies).
Ils peuvent aussi avoir un rôle de réserve de sucre chez les végétaux (l'amidon).

## Oligosaccharides du lait maternel
Les oligosaccharides du lait maternel (en) sont des glucides bioactifs spécifiques à l'espèce humaine .
Troisième composant du lait maternel le plus abondant après le lactose et les lipides, ils sont présents dans des concentrations comprises entre 5 et 20 g par litre.
Plus de cent cinquante oligosaccharides ont été identifiés dans le lait maternel dont cinquante en quantités significatives. Ils sont composés de l’association de cinq oses : le D-glucose (Glc), le D-galactose (Gal), la N-acétylglucosamine (GlcNAc), le L-fucose (Fuc) et l’acide sialique (Sia).
On les divise en trois groupes distincts : les HMO (human milk oligosaccharides) neutres fucosylés (35 à 50 %), les HMO neutres non fucosylés (42 à 55 %) et les HMO sialylés (12 à 14 %).

## Familles
- Les fructo-oligosaccharides (FOS) sont composés principalement de fructose[7]. L'hydrolyse de l'inuline (un fructosane) produit des fructo-oligosides.

- Les galacto-oligosaccharides sont composés principalement de galactose[8]. Plus de cent cinquante oligosaccharides sont spécifiques au lait humain. Partiellement digérés par l'homme, il peuvent être obtenus en synthèse par hydrolyse des galactanes.

- Les gluco-oligosaccharides sont composés principalement de glucose[9]. L'hydrolyse de l'amidon (un glucosane) produit des gluco-oligosides.

- Les mannane-oligosaccharides (MOS) sont composées de mannose[10]. L'hydrolyse partielle de mannane produit des mannane-oligosides.

- Les xylo-oligosaccharides (XOS) (en)

- Les oligo-saccharides du lait maternel (en)